# Алалампи (остановочный пункт)
А́лала́мпи (фин. Alalampi) — остановочный пункт и бывшая промежуточная железнодорожная станция Октябрьской железной дороги на 313,0 км перегона Маткаселькя — Янисъярви линии Маткаселькя — Суоярви. Расположен в посёлке Алалампи Кааламского сельского поселения Сортавальского района Карелии.

## История
Участок Маткаселькя — Лоймола был открыт для временного движения 15 декабря 1920 года. Основной задачей было соединить железной дорогой восточные приграничные с СССР земли с центральной Финляндией. Участок Лоймола — Суоярви был открыт только 1 января 1923 года. А конечный пункт — станция Найстенъярви — 16 октября 1927 года.
Финская станция Alalampi была открыта 1 марта 1922 года: спустя год после запуска временного движения по ветке Маткаселькя — Лоймола (по справочнику Архангельских — в 1920 году). Здание вокзала было построено заранее: в 1921 году. Станция имела два боковых пути, точно такие же как и соседняя станция Pirttipohja. Южный боковой путь имел полезную длину в 600 метров и был способен обеспечить полноценный разъезд как пассажирских, так и грузовых поездов. Северный боковой путь шёл от нечётной (западной) горловины до оси станции. Его главное назначение было погрузка леса.

## Современное состояние
Путевое развитие после Великой Отечественной войны и передачи территории СССР не восстанавливалось. В настоящее время (2019 год) здание вокзала не сохранилось. В советские и российские времена являлось жилым зданием. От него сохранился фундамент. Посадочной платформой служит низкая финская пассажирская платформа, почти полностью заросшая. В настоящее время (2019 год) возле остановочного пункта установлена новая скамья, а также табличка с названием остановочного пункта. Прочая инфраструктура на остановочном пункте отсутствует.

## Пассажирское сообщение
По состоянию на 2019 год через остановочный пункт проходят поезда: № 350 сообщением Санкт-Петербург — Костомукша — Санкт-Петербург.
| Круглогодичное обращение поездов   |
| ---------------------------------- |
| Костомукша - Санкт-Петербург №350В |
| Санкт-Петербург-Костомукша №350А   |

| Пригородное обращение поездов        |
| ------------------------------------ |
| Сортавала - Лодейное Поле №6027/6025 |
| Лодейное Поле - Сортавала №6026/6028 |
| Сортавала - Лодейное Поле №6023/6021 |
| Лодейное Поле - Сортавала №6022/6024 |

## Галерея

Остановочный пункт Алалампи
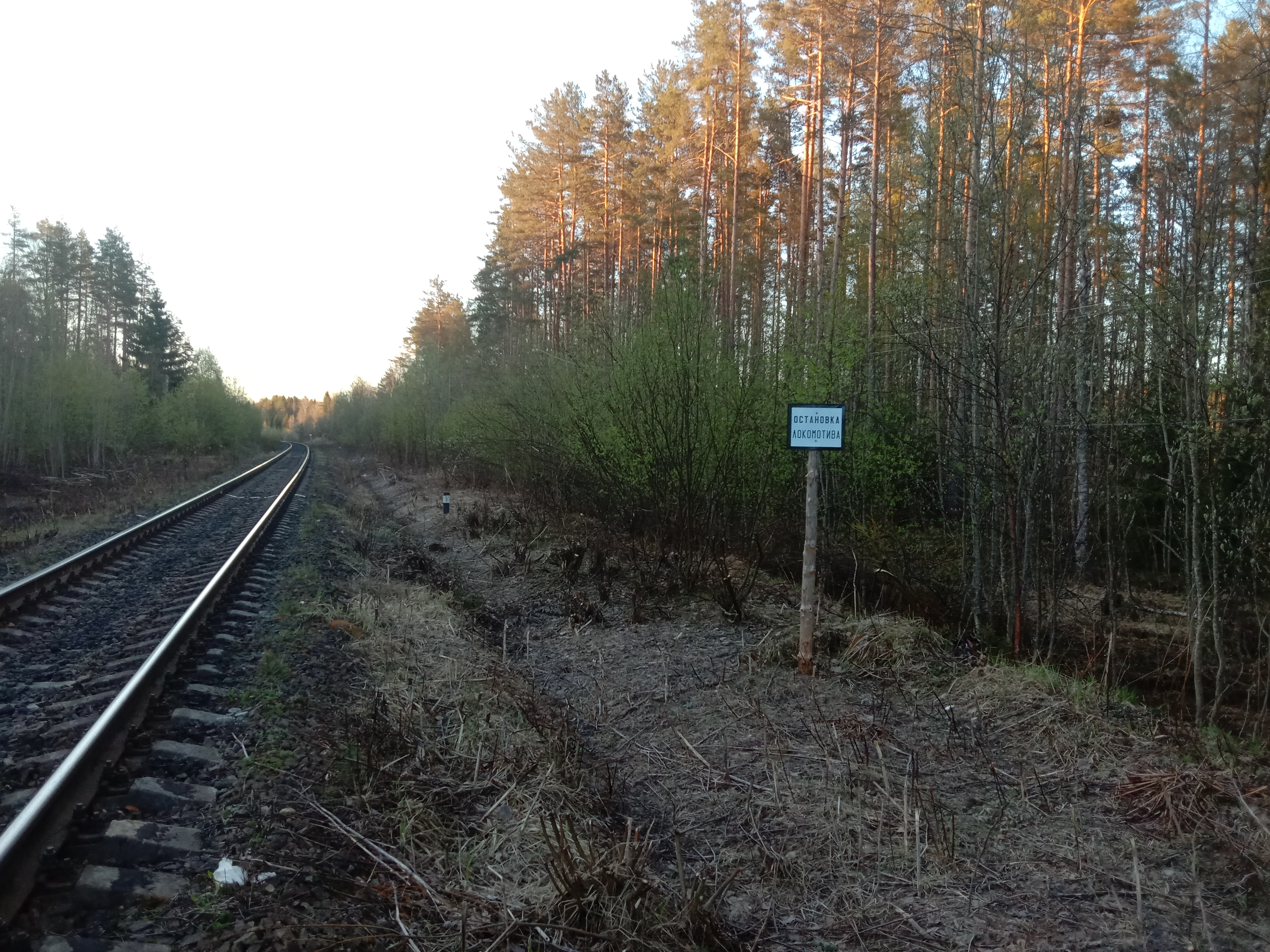
Вид в сторону Янисъярви.
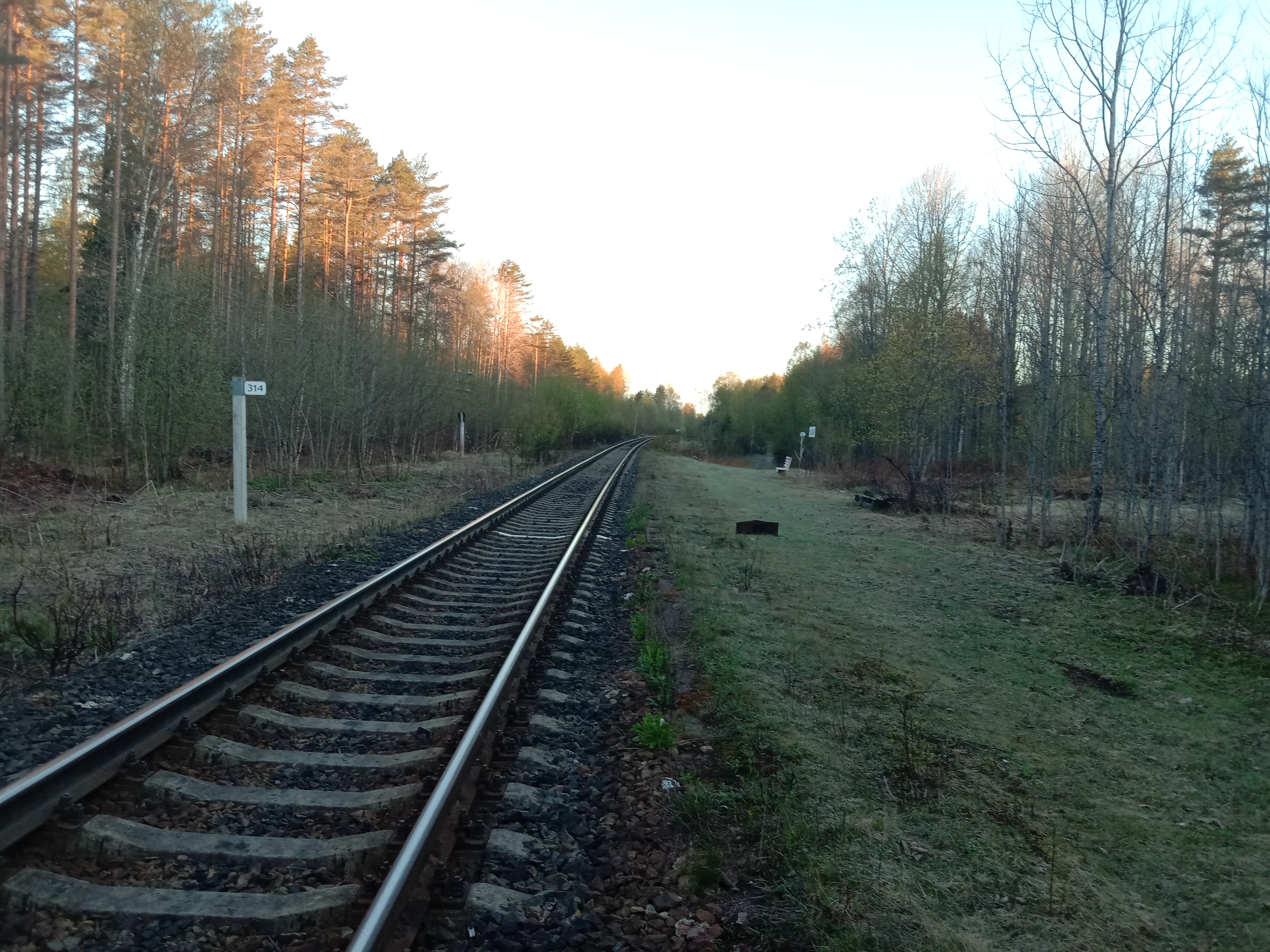
Вид со стороны Янисъярви.
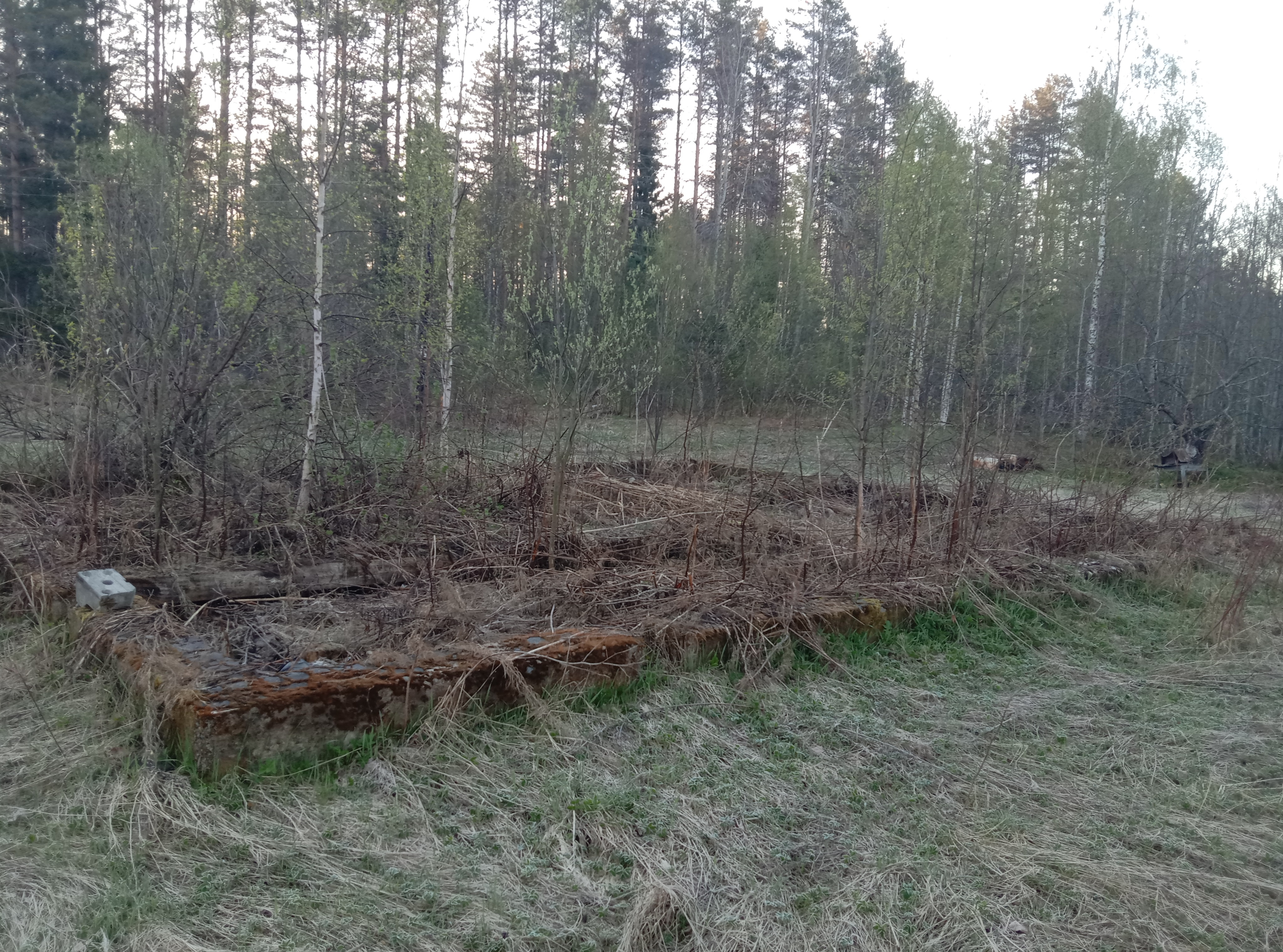
Фундамент пассажирского здания.
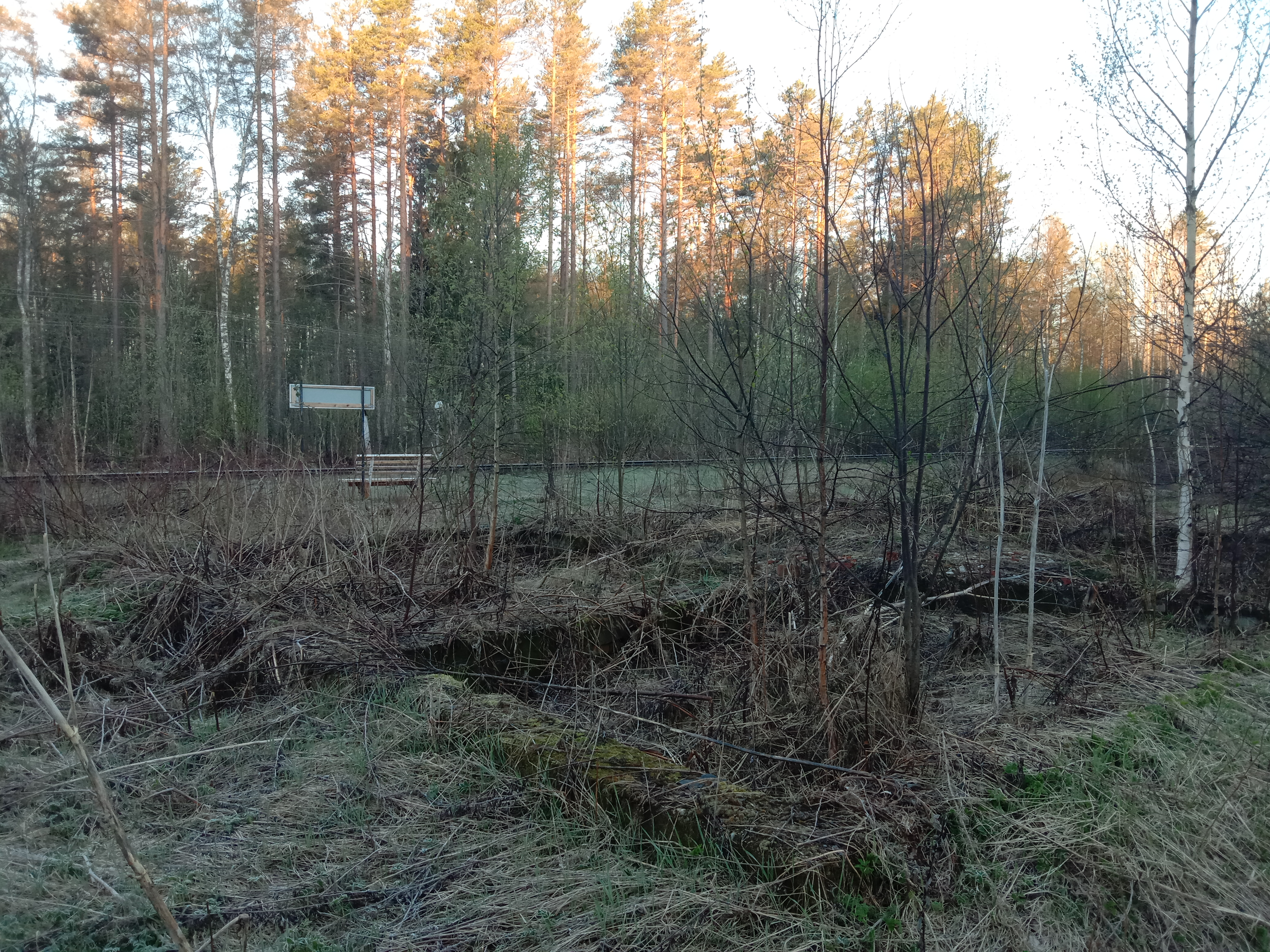
Фундамент пассажирского здания. Вид остановочного пункта.
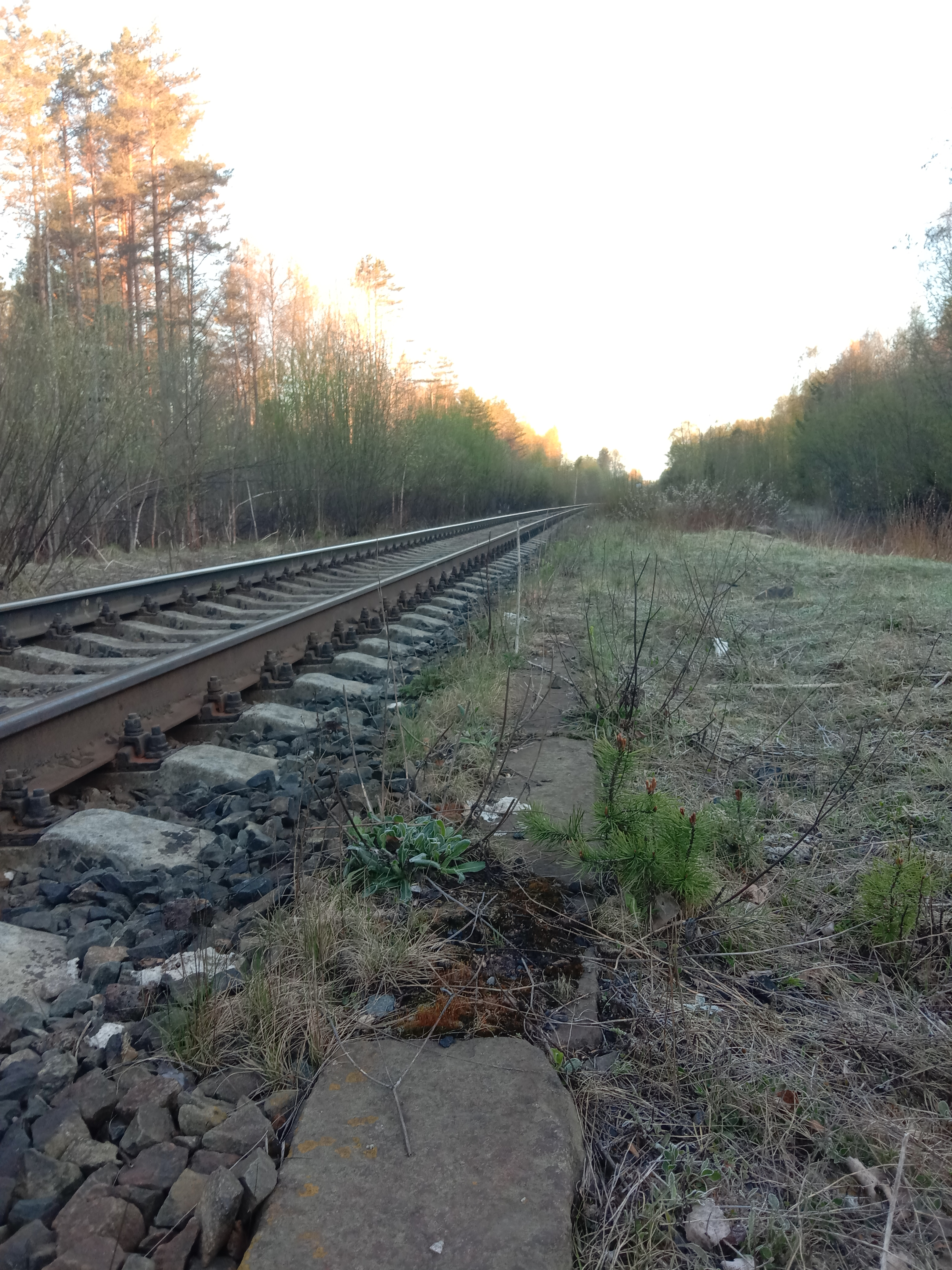
Старая финская платформа.
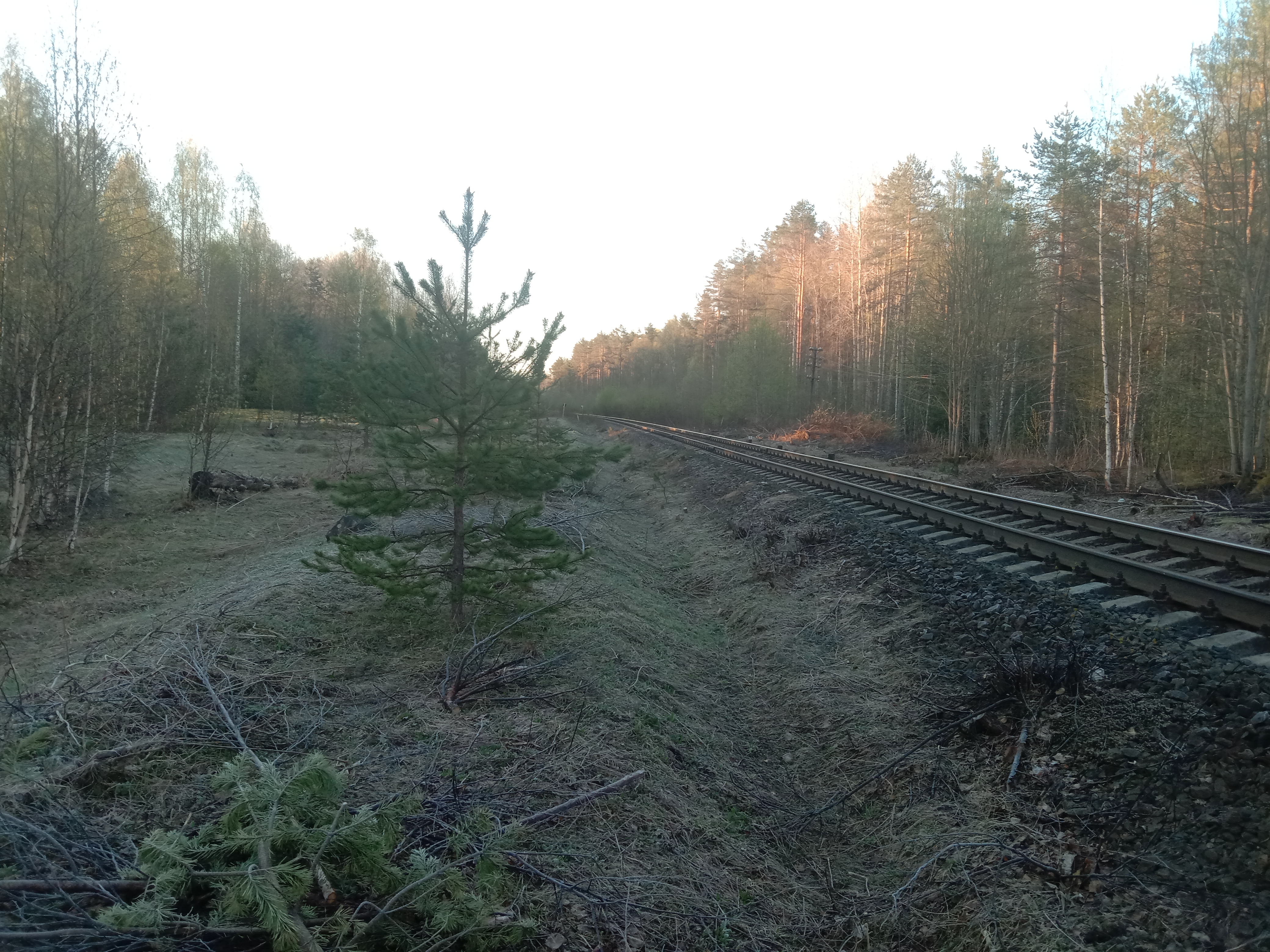
Короткий, 400-метровый, боковой путь. Вид со стороны Маткаселькя.